# Oftia
Oftia är ett släkte av flenörtsväxter. Oftia ingår i familjen flenörtsväxter.
Kladogram enligt Catalogue of Life:
| Oftia | \| \| Oftia africana \| \| \| \| \| \| Oftia glabra \| \| \| \| \| \| Oftia revoluta \| \| \| \| |
|       | \| \| Oftia africana \| \| \| \| \| \| Oftia glabra \| \| \| \| \| \| Oftia revoluta \| \| \| \| |
|       | Oftia africana                                                                                   |
|       |                                                                                                  |
|       | Oftia glabra                                                                                     |
|       |                                                                                                  |
|       | Oftia revoluta                                                                                   |
|       |                                                                                                  |